# 천관사
천관사(天冠寺)는 전라남도 장흥군 관성읍 농안리 740번지에 있다. 창건연대는 정확히 알기 어려우나 '동국여지승람'에 통일신라시대 통영화상이 세웠다고 하는 절로 천관산의 중턱에 자리하고 있다. 천관사의 옛 이름은 화엄사라 하였고, 옛날에는 89암자가 있었다는 기록이 있으나 폐찰되었다. 현존하는 법당은 1963년도에 장한택 스님이 극락보전을 그 터에 다시 세우고, 다시 천관사라 칭하였고, 신도들이 요사채를 짓고 주위에 산재해 있는 탑 등의 유물을 모아 옛 모습을 지키고 있다.

## 천관사 삼층석탑
천관사 삼층석탑(天冠寺三層石塔)은 보물 제795호이다. 양질의 화강암에 이중기단의 일반형으로 매우 안정감이 있으나 옥개석 상면의 추녀 끝 전각이 밋밋하고 중후하여 전체적으로 담담한 느낌을 주는 탑이다. 여러 개의 지대석 위에 중석을 놓아 각 면에 우주를 새겼으나 탱주가 생략되었고 하대갑석은 약간 두꺼운 편이나 상면은 가벼운 경사와 함께 2단괴임으로 상층단을 받치고 있다. 또한 상층갑석의 부연이 생략되고 옥개석 층급 받침이 얇은 점으로 보아 신라 말에서 고려 초기의 작품으로 보고 있다.

## 천관사 오층석탑
천관사 오층석탑(天冠寺五層石塔)은 고려시대의 석탑으로, 유형문화재 제135호로 지정되었다.
높이 4.2m로, 4장의 장대석, 4장의 면석으로 기단을 구축하였고 탑신부는 탑신과 옥개석을 각각 하나의 돌로 하였다. 층급 받침은 3단으로 하였으며 옥개석이 두꺼운 점이 특징이다. 옥개석이 두꺼운 관계로 옥개석의 반전이 급하나 탑이 중후하게 보인다.

## 천관사 석등
천관사 석등(天冠寺石燈)은 통일신라시대의 석등으로, 지방유형문화재 제134호이다.
천관사 극락보전 앞에 5층 석탑과 일진석에 위치한다. 좌대와 간석, 앙련, 화사석, 옥개석, 보주 등이 잘 갖추어진 석등이다. 보림사 석등과 동일한 형식을 취했으나 지대석의 복련과 옥개석에 귀꽃이 없는 점이 다르다.